# Jarabe de maíz de alta fructosa

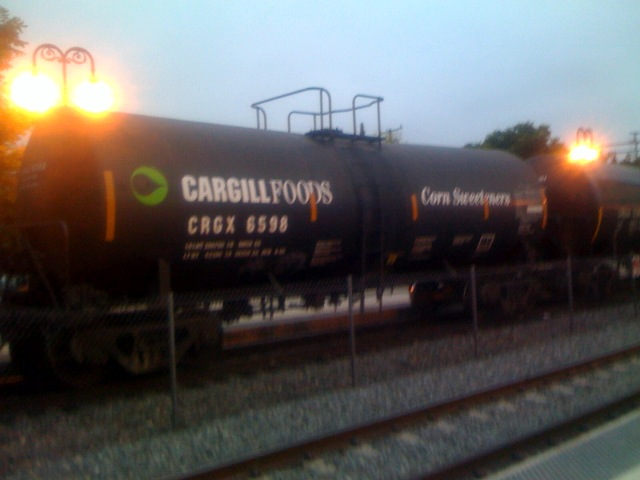
Formación de vagones cisterna, cargando almíbar de maíz alto en fructosa.

El jarabe de glucosa-fructosa, también conocido en algunos países como jarabe de maíz alto en fructosa, con sus siglas JMAF, o en inglés, high fructose corn syrup, con sus siglas HFCS, se obtiene mediante el procesamiento enzimático  de jarabes de glucosa para convertir parte de este azúcar en fructosa, lo que aumenta su sabor dulce. En los Estados Unidos, se utiliza habitualmente el jarabe de glucosa-fructosa en la fabricación de alimentos de todo tipo,  en lugar del azúcar convencional, la sacarosa. Es muy común en bebidas azucaradas, y también en postres, cereales para desayuno, fiambres, yogures, sopas y condimento. 

## Historia
La fructosa y la glucosa son isómeros que en principio pueden transformarse uno en otro mediante una reacción sencilla, aunque es necesario un catalizador, ácido o enzimático. En 1957, Richard Marshall y Earl Kooi descubrieron que la xilosa isomerasa producida por el microorganismo Pseudomonas hydrophila, que transforma la xilosa en xilulosa, era capaz también de transformar, en determinadas condiciones, la glucosa en fructosa.  Sin embargo, este enzima presentaba problemas técnicos (necesidad de cofactores tóxicos y baja termoestabilidad) que la hacían inutilizable a escala industrial. En 1967 un proceso fue descubierto para convertir la dextrosa a la fructosa. En 1965, un científico japonés, Yoshiyuki Takasaki, descubrió que una xilosa isomerasa de Streptomyces era capaz de trabajar a 80 °C y que solamente necesitaba magnesio como cofactor. A partir de este enzima, pudo realizarse al año siguiente la producción comercial de fructosa a partir de la glucosa, inicialmente a pequeña escala. A partir de 1968 se utilizó el enzima inmovilizado, primero en combinación con el enzima disuelto y, a partir de 1972, solamente en forma inmovilizada, en un sistema continuo. Este sistema permitió obtener el jarabe con el 42% de fructosa, correspondiente al punto de equilibrio de la reacción de isomerización. En 1978 se introdujeron las técnicas de fraccionamiento cromatográfico a gran escala, que permitieron la producción de jarabes de glucosa-fructosa con un 55% de fructosa, y posteriormente la producción de fructosa pura.

## Efectos sobre la salud

### Obesidad
En los últimos 35 años se ha producido un incremento en la incidencia de la obesidad, así como en el uso de azúcares añadidos, los cuales se consumen cotidianamente en los alimentos. Además, en algunos países, especialmente Estados Unidos, se ha producido la substitución como ingrediente del azúcar convencional (sacarosa) por jarabes  de glucosa-fructosa. Basándose en este hecho, se ha especulado sobre la posibilidad de que los jarabes de glucosa-fructosa, y específicamente la fructosa. Sin embargo, el incremento de la obesidad se ha producido también en países, como los europeos, en los que el consumo de jarabes de glucosa-fructosa se ha mantenido bajo. Además, la hipótesis de que la substitución de la sacarosa por jarabes con alto contenido de fructosa juega un papel en la obesidad no viene apoyada ni por su composición, ni por su acción biológica ni por sus efectos en la ingestión de alimentos.
En 2017, un estudio realizado por médicos de los institutos nacionales de salud, en Phoenix, Arizona, encontró que no había diferencia en la tasa metabólica de una persona después de comer una dieta alta en carbohidratos, ya sea en trigo integral o jarabe de maíz de alta fructosa. En este estudio los participantes fueron sobrealimentados una dieta con 75 por ciento de carbohidratos durante 24 horas. Los participantes fueron alimentados con esta dieta dos veces, una vez con carbohidratos principalmente de trigo entero, la segunda con carbohidratos hechos de azúcares simples con jarabe de maíz de alta fructosa. Los participantes tuvieron mayores puntuaciones de hambre a la mañana siguiente después de comer en exceso jarabe de maíz de alta fructosa versus trigo integral.

#### Bocarslyet al.
Bocarsly et al.  completó un estudio en 2010 en el cual grupos de 10 ratas fueron alimentadas con agua endulzada con 8% JMAF 12 horas al día, 8% JMAF 24 horas al día y 10% con sacarosa 12 horas al día (azúcar de casa) todas con ad libitum o sólo alimento ad libitum durante de 8 semanas. Luego grupos de 8 ratas macho fueron alimentadas para comparar las dietas con edulcorante añadido en forma de JMAF con las que no lo tenían durante 6 meses. Los grupos de 8 ratas hembra fueron alimentadas para comparar dietas sin edulcorante o con diferentes tipos a los que no recibieron ninguno durante 7 meses.
El grupo de ratas que consumió JMAF durante 12 horas el día ganó 48% más peso que el que consumieron sacarosa 12 horas al día en los machos jóvenes a corto plazo, pero menos en hembras adultas. También se reportó que las ratas que consumieron JMAF 24 horas al día ganaron un peso estadísticamente significante cuando se compararon con las ratas con sacarosa o solo con alimento para ratas. Además, no se encontraron diferencias en los niveles de glucosa en la sangre durante la observación.
Otro estudio se llevó a cabo por 6 a 7 meses y almohadillas de grasa fueron removidos de las ratas y pesadas. Las almohadillas para las ratas consumiendo JMAF para 12 horas al día pesaron significativamente más que las ratas que simplemente consumieron alimento de rata y pesaron menos que pero insignificativamente menos que las ratas que consumieron sacarosa.
En grasa de ratas con JMAF 24 h/día no fueron estadísticamente diferentes en peso que ratas. Las ratas que se alimentaron con JMAF por 24 h tuvieron altos los triglicéridos (TG) que las que se alimentaron con sacarosa.

#### Hoet al.
Chi-Tang Ho et al. descubrió que los refrescos endulzados con JMAF son «asombrosamente altos» en compuestos nocivos de carbonilo, como metilglioxal cuando comparado con un grupo de control que consumía refrescos gaseosos de dieta y concluyó que la sacarosa no tiene las mismas tendencias de producir estos compuestos.

### Síndrome metabólico
Constante con los descubrimientos de la Asociación del Corazón Americana el síndrome metabólico se define como la manifestación de numerosos factores de riesgo en un ser humano. Estos factores incluyen altos niveles de presión, grasa abdominal, altos niveles de triglicéridos en la sangre, altos niveles de ácido úrico, resistencia a la insulina y un estado de inflamación constante. Los individuos con síndrome metabólico suelen tener un alto riesgo de desarrollar otros problemas de salud como enfermedad cardiovascular y diabetes tipo 2.
En recientes años se ha hipotetizado que el síndrome metabólico está ligado con el consumo excesivo de almíbar de maíz de alta fructosa.

### Enfermedades cardiovasculares
La Clínica Mayo define una enfermedad cardiovascular como un término que encabeza las descripciones de una variedad de enfermedades las cuales afectan al corazón. Actualmente las enfermedades cardiovasculares son la mayor causa de muerte en el mundo, así como en los Estados Unidos. La prevalencia abrumadora de la enfermedad cardiovascular hace que sea importantísimo entender de manera completa sus causas y luchar para prevenirlas.

### Movimiento para volver a usar azúcar
El 21 de marzo de 2009 el periódico neoyorquino The New York Times reportó que algunas compañías alimenticias y restaurantes han comenzado a utilizar azúcar en sus productos para atraer a los clientes que prefieren no consumir JMAF[cita requerida]. 